# Carmen Clemente Travieso
Carmen Clemente Travieso (Caracas, 24 de julho de 1900 – 24 de janeiro de 1983) foi uma jornalista e ativista pelos direitos das mulheres venezuelana. Ela foi a primeira mulher a se formar na Universidade Central da Venezuela e uma das primeiras mulheres empregadas como jornalista em tempo integral na Venezuela. Clemente fez parte do primeiro grupo de mulheres que se juntaram ao Partido Comunista da Venezuela e trabalharam ativamente pelo sufrágio feminino. Ela foi co-fundadora de uma organização em prol da reforma do sistema prisional e co-fundadora da Associação Venezuelana de Jornalistas.

## Biografia
Carmen Clemente Travieso nasceu em 24 de julho de 1900 em Caracas, capital da Venezuela, filha de Mercedes Eugenia Travieso e Lino Clemente. Seu pai morreu quando ela era criança, e ela foi criada na casa da sua avó materna com seus outros quatro irmãos. Aos dezessete anos de idade Clemente acompanhou uma tia em uma viagem para Nova Iorque, onde recebeu aulas de inglês e trabalhou em uma fábrica de bordados. Ela também começou a se envolver com a pauta dos direitos das mulheres e se tornou uma ativista ao ajudar pessoas com lepra.
Ao retornar para Caracas em 1927, Clemente se envolveu com o movimento estudantil para depor o ditador Juan Vicente Gómez. Enquanto trabalhava na biblioteca de Rudolph Dolge, Clemente se juntou às "Madrinas de Guerra", um grupo de mulheres que levava comida e suprimentos médicos para estudantes e prisioneiros do conflito. Ela também construiu laços com Juan Bautista Fuenmayor, Kotepa Delgado e Rodolfo Quintero, fundadores do Partido Comunista da Venezuela. Clemente os ajudou a estabelecer um centro de estudos para disseminarem suas ideias e um ano depois ela organizou a primeira campanha para a admissão de mulheres no partido. Em 1932, Clemente começou a escrever para o periódico El Martillo, para o qual escreveria até 1941.
Clemente tornou-se a primeira mulher a se formar na Universidade Central da Venezuela (em castelhano:  Universidad Central de Venezuela) (UCV). Em 1936 ela se juntou à Associação Cultural Feminina e publicou artigos no Ahora, La Esfera e El Nacional sobre desigualdades legais e a necessidade das leis de proteção à criança. Clemente foi diretora da associação durante a década seguinte e serviu como chefe do periódico La Cultura de la Mujer. Durante a década de 1930 ela escreveu artigos sobre higiene, crianças sem-teto, falta de direitos para as mulheres e análises culturais sobre problemas sociais. Em 1937 Clemente fundou a Liga Nacional Pró-Presos, que atuava em busca de uma reforma no sistema prisional.
Em 1940 Clemente ajudou a organizar a primeira Conferência Nacional das Mulheres, que aconteceu entre 11 e 13 de junho daquele ano, para criar reformas constitucionais e do código civil para que as mulheres alcançassem a paridade legal e política. No ano seguinte ela foi co-fundadora da Associação Venezuelana de Jornalistas. Em 1945 Clemente organizou reuniões em sua casa para um segundo congresso de mulheres que almejavam o direito ao voto. Elas ganharam o apoio do presidente Isaías Medina Angarita, mas um golpe de estado o depôs do poder. Clemente foi nomeada como a candidata do Partido Comunista para a convenção constitucional de 1946, que no ano seguinte garantiu o sufrágio para todos os cidadãos acima de dezoito anos de idade. Embora algumas figuras do movimento em prol dos direitos das mulheres afirmassem que seu trabalho estava feito, Clemente acreditava que várias outras mudanças legais civis e econômicas precisariam acontecer.
Em 1950 o Partido Comunista foi criminalizado na Venezuela após outro golpe de estado. Clemente publicou Mujeres venezolanas y otros reportajes (Mulheres venezuelanas e outras reportagens), que abordava firmemente a repressão dos direitos das mulheres. No ano seguinte ela se juntou à resistência contra a ditadura, organizando reuniões clandestinas em sua casa. Ela continuou a publicar seus textos, e em 1953 lançou a biografia de Teresa Carreño. Clemente foi interrogada em 1957 durante uma agitação política contínua, mas no ano seguinte, após um longo período de censura, ela e outros jornalistas puderam escrever para jornais que haviam sido banidos durante a década anterior. Ela continuou a publicar textos até a década de 1970. Clemente morreu em 24 de janeiro de 1983 em Caracas.

## Obras selecionadas
- Luisa Cáceres de Arismendi (ensayo biográfico) (1942)
- Mujeres venezolanas y otros reportajes (1951)
- Teresa Carreño, 1853–1917; ensayo biográfico (1953)
- Las esquinas de Caracas: sus leyendas, sus recuerdos (1956)
- Las luchas de la mujer venezolana (1961)
- Mujeres de la independencia. (Seis biografías de mujeres venezolanas) (1964)
- Anécdotas y legendas de la vieja Caracas (1971)
- Las mujeres en el pasado y en el presente (1977)